# Rat Pack
Als Rat Pack wurde eine Gruppe von Schauspielern und Entertainern bezeichnet, die aus Frank Sinatra, Sammy Davis, Jr., Dean Martin, Joey Bishop, Peter Lawford, Lauren Bacall, Judy Garland und Shirley MacLaine bestand. Populär wurden sie insbesondere anlässlich ihrer zahlreichen Konzerte, die sie vor allem zwischen 1959 und 1966 im Sands Hotel in Las Vegas gegeben haben.

## Hintergrund
Der Schauspielerin Lauren Bacall wird zugeschrieben, die Bezeichnung The Rat Pack spontan erfunden zu haben, nachdem sie mit angesehen hatte, wie Humphrey Bogart zusammen mit seinen Freunden (darunter auch Frank Sinatra) nach vier durchzechten Nächten zurück ins Hotel ging. Diese ursprüngliche Gruppe The Holmby Hills Rat Pack bestand aus Frank Sinatra (pack master), Judy Garland (first vice-president), Lauren Bacall (den mother), Sid Luft (cage master), Humphrey Bogart (rat in charge of public relations), Irving Lazar (Protokollführer und Kassenwart), Nathaniel Benchley (Historiker), David Niven und dem Restaurantbesitzer Mike Romanoff.
Übersetzt bedeutet Rat Pack etwa Rattenmeute, mit dem Ausdruck rat wird in diesem Sinne aber eher eine zwielichtige Person oder ein Schurke bezeichnet.
Ursprünglich waren die Auftritte der Freunde als Soloshows vorgesehen, jedoch entwickelten diese sich schnell zu gemeinsamen Bühnenshows. Sie bestanden aus einer Mischung aus kabarettistischen Dialogen zwischen den Entertainern und dem Publikum sowie Darbietungen von damals bereits größtenteils weltbekannten Songs, untermalt von gespielten Alkoholexzessen und Witzeleien. Diese Auftritte wurden The Summit (Das Gipfeltreffen) genannt und zählten zu den begehrtesten Shows des damaligen Las Vegas.
Die Gruppe drehte auch einige gemeinsame Filme, so z. B. Frankie und seine Spießgesellen (Ocean’s Eleven) und Sieben gegen Chicago (Robin and the Seven Hoods). Ersterer wurde 2001 neu verfilmt (Ocean’s Eleven).

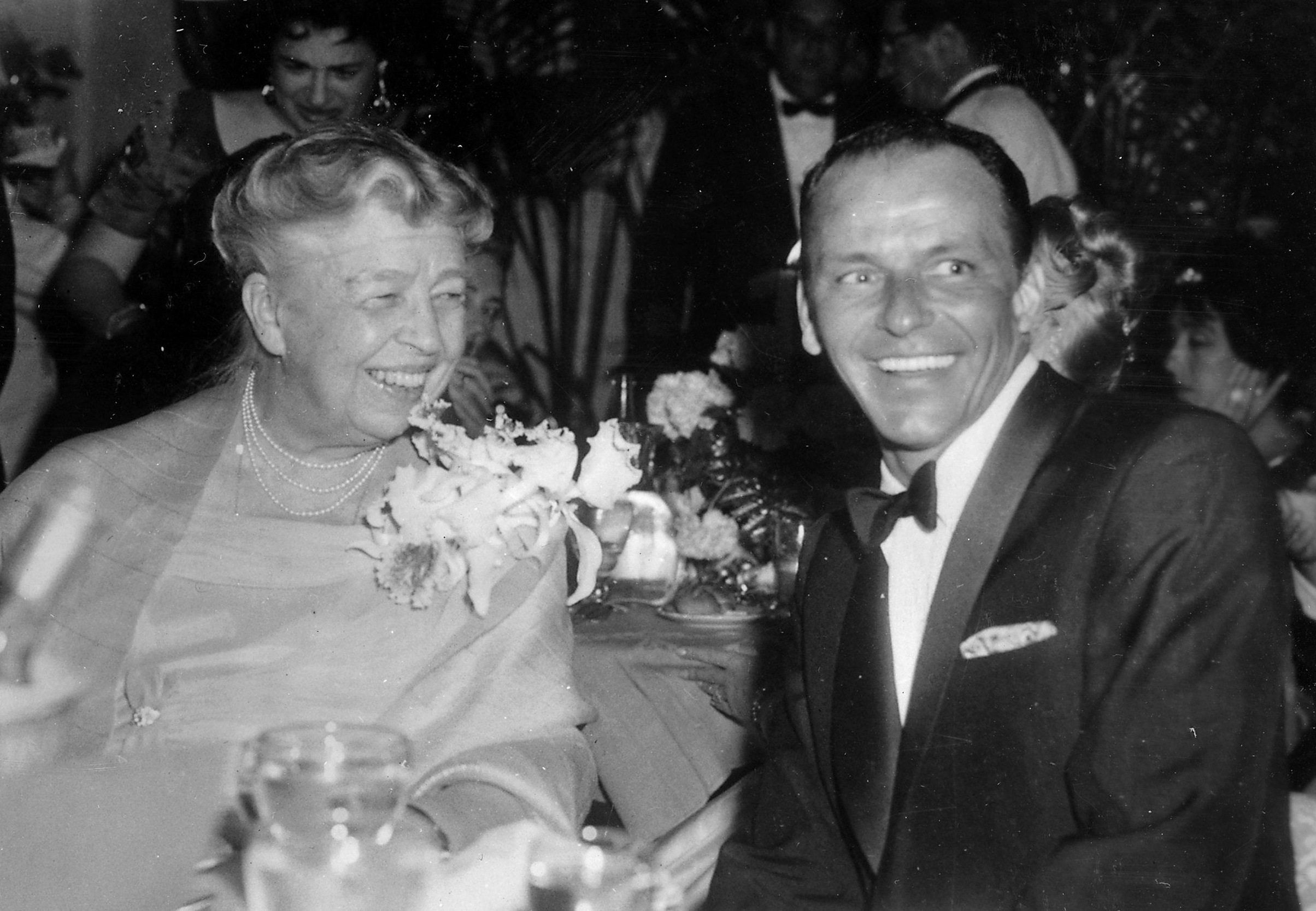
Frank Sinatra mit Eleanor Roosevelt
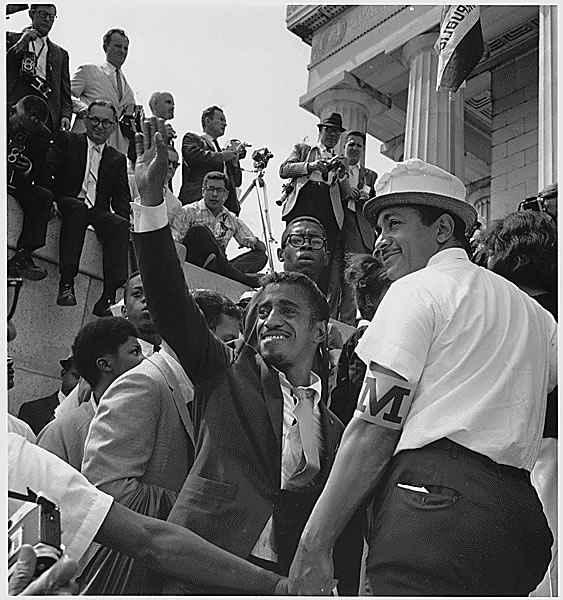
Sammy Davis (untere Mitte, den Arm erhebend) beim Civil-Rights-Marsch 1963

## Huldigungen
- Im Januar 2000 wurde im Londoner Strand Theatre eine gleichnamige Revival-Revue uraufgeführt, die seitdem en suite gespielt wird und mittlerweile zu den erfolgreichsten Shows im Londoner West End zählt. Am 7. Oktober 2003 fand die deutsche Erstaufführung im Berliner Schiller-Theater statt. Zum heutigen Rat Pack gehören jedoch nur mehr Frank Sinatra, Sammy Davis, Jr. und Dean Martin, welche von den Musikern Chris Mann (Sinatra), Nigel Casey, Timothy Sell & Alex Bourne (Martin) und Michael Harris & David Hayes (Davis, Jr.) dargestellt werden.
- Im Jahr 1998 kam der Film The Rat Pack in die Kinos, u. a. mit den Schauspielern Ray Liotta, Joe Mantegna und Don Cheadle.

## Auszeichnungen für Musikverkäufe
| Silberne Schallplatte - Vereinigtes Königreich - 2013: für das Album The Rat Pack - 2013: für das Album A Night On The Town With The Rat Pack Goldene Schallplatte - Vereinigtes Königreich - 2002: für das Album Christmas With The Rat Pack - 2003: für das Album Live & Swingin’: The Ultimate Rat Pack Collection - 2009: für das Album Rat Pack Christmas - 2013: für das Videoalbum The Rat Pack Collection - 2013: für das Videoalbum Live From Las Vegas - 2013: für das Album The Rat Pack Christmas Album - 2013: für das Album The Collection - 2013: für das Album Live & Cool | Platin-Schallplatte - Vereinigtes Königreich - 2001: für das Album Best Of The Rat Pack - 2013: für das Videoalbum The Greatest Hits - Vereinigte Staaten - 2007: für das Album Christmas With The Rat Pack 2× Platin-Schallplatte - Vereinigte Staaten - 2010: für das Videoalbum Live & Swingin’: The Ultimate Rat Pack Collection |

| Land/RegionAuszeichnungen für Musikverkäufe (Land/Region, Auszeichnungen, Verkäufe, Quellen) | Silber     | Gold     | Platin     | Verkäufe  | Quellen   |
| -------------------------------------------------------------------------------------------- | ---------- | -------- | ---------- | --------- | --------- |
| Vereinigte Staaten (RIAA)                                                                    | —          | —        | 3× Platin3 | 1.200.000 | riaa.com  |
| Vereinigtes Königreich (BPI)                                                                 | 2× Silber2 | 8× Gold8 | 2× Platin2 | 1.120.000 | bpi.co.uk |
| Insgesamt                                                                                    | 2× Silber2 | 8× Gold8 | 5× Platin5 |           |           |